# 속초역
속초역(束草驛)은 지금의 강원특별자치도 속초시 동명동에 위치했던 동해북부선의 철도역이었다. 6.25 전쟁으로 동해북부선이 소실된 이후 1967년 1월 1일 완전히 폐역되었다. 이후 영동선 강릉역에서 이 역까지 개통하려 했으나 국토 개발 정책에서 우선 순위가 밀려 무산되었다. 역사는 폐역 이후에도 댄스홀, 교육시설, 벽돌공장으로 활용되었다가 1978년 4월 10일에 철거되었다. 2005년 속초시에서 속초시립박물관을 건립하면서 박물관 터 안에 역사를 복원하였다. 다만 본래 역사 터는 다른 곳에 위치해 있다. 춘천속초선이 완공되면 기종점의 역할을 하게 될 예정이다.

## 연혁
- 1937년 12월 1일 : 보통역으로 영업 개시
- 1967년 1월 1일 : 폐역
- 1978년 4월 10일 : 역사 철거
- 2005년 : 속초시립박물관 내에 역사 복원